# 釣りバカ日誌5
『釣りバカ日誌5』（つりバカにっしファイブ）は、1992年12月25日公開の日本映画。『釣りバカ日誌』シリーズ第5作。同時上映は『男はつらいよ 寅次郎の青春』。

## 概要
伝助の母たきが鯉太郎の育児のために上京するも、ぎっくり腰のためにそれができなくなってしまう。みち子が同窓会で不在のため、伝助は社内に鯉太郎を連れて行くが、その際起こったトラブルをユーモラスに描く。
作中には鯉太郎のおむつ交換の描写における陰部の露出や放尿シーンなど、現在は不適切と思われる描写もあるが「公開当時の状況を尊重するため」としてソフト化に際してこのシーンがカットされるようなことはなかった。

## あらすじ
息子の鯉太郎が生まれ、大好きな釣りの最中にも気になって仕方がないハマちゃんこと浜崎伝助。いっぽうの鯉太郎はハイハイ期に入り、段差や階段などを気にせず、どこでも元気に這って行ってしまう。
そんな中、伝助の母・たきが、鯉太郎の世話をしようと上京してくる。スーさんこと鈴木一之助も久しぶりの浜崎家を堪能していると、たきとおむつの種類で紙がいいか布がいいかで口論となり、気分を害し浜崎家を後にする。
そんなある日、伝助の妻である・みち子の同窓会が開かれ、普段であれば鯉太郎の世話でそれどころでは無いが義母が世話を買って出てくれたので多少の不安はありつつも久しぶりのおしゃれとひとりでの外出に出かける。
昼前頃にたまたま届け物をしてくれた八郎（船頭の八っちゃん）が、たきがぎっくり腰になっていることを発見し、ハマちゃんに連絡する。急いで自宅に戻ったハマちゃんだが、鯉太郎をそのまま家においておくことは出来ないと判断し、仕方なく会社へ連れて行くことにする。
鯉太郎を連れたまま商談に参加しようとするが、さすがにそれはと課長に止められ、営業三課の同僚たちに鯉太郎を預ける。ところが、ふと目を離したすきに好奇心旺盛な鯉太郎は部屋を離れ、社内を当てもなくうろうろと歩き始める。
ハマちゃんの商談も無事に終わり、営業三課に戻ってみると、同僚が誰ひとりおらず鯉太郎もいない。てっきり喫茶室にいると思って訪れてみても、知った顔は誰もおらず、鯉太郎を捜索中の三課の同僚とようやく会えたが、鯉太郎が行方不明であることをはじめて知らされ動揺する。
鯉太郎はエレベーターに乗っている途中でスーさんに発見され、社長室で保護されていた。そんなこととは知らずに、三課全員で捜索を続ける中、半狂乱となったハマちゃんは火災報知器を鳴らしてしまい、社内全体が大騒動となる。
ようやく社長室で鯉太郎と再会を果たしホッとしたハマちゃんだったが、社内業務を2時間近く妨害してしまったという名目からその日のうちに処分が決まり、丹後半島のすっぽん養殖所への左遷という処分が決定された。
単身赴任の初日から海の見える絶景に釣りの算段に心躍るがひととおり業務を教わり、宿でゆっくりしているとやはり家族がいなければ身が入らず、まったく釣りへの興味が薄れてしまった。
そんな生活が続く中、ハマちゃんのもとに突然みち子・鯉太郎とスーさんが訪れる。家族が来たことで俄然釣りの意欲が再燃し、久しぶりの師弟対決となった。
ハマちゃんは家族を丹後半島に呼ぶことを決め、東京の家を引き払い引っ越しとなった当日、焦燥した表情のハマちゃんが東京の自宅付近に現れる。
なんと、すっぽん養殖所ですっぽん同士が共食いを始めてしまい、全滅、これを知ったスーさんはプロジェクト全体の撤退を決定し、ハマちゃんも無事に営業三課へ戻れることとなった。

## キャスト
浜崎家
- 浜崎伝助（鈴木建設営業三課） - 西田敏行
- 浜崎みち子（妻） - 石田えり
- 浜崎鯉太郎（息子） - 上野友

メインゲスト
- 浜崎たき（伝助の母）- 乙羽信子

鈴木建設
- 鈴木一之助（鈴木建設代表取締役社長） - 三國連太郎
- 秋山鉄蔵（専務） - 加藤武
- 堀田（常務） - 前田武彦
- 草森（秘書室長） - 園田裕久
- 佐々木和男（営業三課課長） - 谷啓
- 恵（営業三課） - 戸川純
- 前原（運転手） - 笹野高史

その他
- 太田八郎（ハマちゃんの隣人） - 中本賢
- 須本（すっぽん養殖場の前担当者） - 神戸浩

## スタッフ
- 監督 - 栗山富夫
- 原作 - やまさき十三（作）、北見けんいち（画）（小学館「ビッグコミックオリジナル」連載）
- 脚本 - 山田洋次、高橋正圀、関根俊夫
- プロデューサー - 瀬島光雄、中川滋弘
- 音楽 - かしぶち哲郎
- 撮影 - 安田浩助
- 美術 - 重田重盛
- 編集 - 鶴田益一
- 録音 - 近藤勲
- 助監督 - 梶浦政男

## ロケ地
- 京都府丹後半島

## 受賞歴
- 第11回ゴールデングロス賞優秀銀賞[2]

## 地上波放送履歴
| 回数  | テレビ局   | 番組名             | 放送日         |
| ----- | ---------- | ------------------ | -------------- |
| 初回  | 日本テレビ | 金曜ロードショー   | 1993年12月17日 |
| 2回目 | 日本テレビ | 金曜ロードショー   | 1994年9月16日  |
| 3回目 | 日本テレビ | 金曜ロードショー   | 1996年7月12日  |
| 4回目 | フジテレビ | ゴールデン洋画劇場 | 1997年10月11日 |
| 5回目 | 日本テレビ | 金曜ロードショー   | 2000年8月11日  |
| 6回目 | フジテレビ | ゴールデンシアター | 2001年12月1日  |
| 7回目 | 日本テレビ | 金曜ロードショー   | 2006年8月4日   |
| 8回目 | 日本テレビ | 金曜ロードSHOW!    | 2013年5月10日  |

- 地上波での放送回数は、シリーズ最多。